# Pleuroflammula dussii
Pleuroflammula dussii är en svampart som först beskrevs av Narcisse Theophile Patouillard, och fick sitt nu gällande namn av Rolf Singer 1946. Pleuroflammula dussii ingår i släktet Pleuroflammula och familjen Inocybaceae.   Inga underarter finns listade i Catalogue of Life.